# Östen Beli
Östen Bele, Eysteinn Beli eller  Östen Illråde, Eysteinn inn illráði, var en av Harald Hildetands söner, enligt Hervarar Saga. Ragnar Lodbrok gjorde honom till lydkonung i Svitjod. Han lär ha varit mycket ond. Han ska ha haft en dotter som hette Ingeborg och efterträddes av Björn Järnsida, en av Ragnar Lodbroks söner.